# Etytej
Etytej (ros. Этытэй) – wieś w Rosji, w Kraju Zabajkalskim, w rejonie krasnoczikojskim. W 2010 liczyła 262 mieszkańców.